# Krystyna Liberda
Krystyna Liberda-Stawarska (* 7. März 1968 in Niedźwiedź) ist eine frühere polnische Biathletin.
Krystyna Liberda startete für Dynamitu Chorzów. 1992 startete sie bei den Olympischen Winterspielen in Albertville und wurde dort 59. im Einzel und 60. des Sprints. Zweites Großereignis wurden die Biathlon-Weltmeisterschaften 1993 in Borowez, wo Liberda mit der Staffel 13. wurde und gemeinsam mit Zofia Kiełpińska, Anna Stera und Helena Mikołajczyk die Bronzemedaille gewann. Beste Platzierung im Biathlon-Weltcup war 1993 ein 48. Platz im Sprint von Lillehammer, in die Punkteränge konnte sie in Einzelrennen nie laufen. Bei polnischen Meisterschaften gewann Liberda 1991 und 1992 die Titel in den Einzeln.

## Bilanz im Biathlon-Weltcup
Die Tabelle zeigt alle Platzierungen (je nach Austragungsjahr einschließlich Olympische Spiele und Weltmeisterschaften).
- 1.–3. Platz: Anzahl der Podiumsplatzierungen
- Top 10: Anzahl der Platzierungen unter den ersten zehn (einschließlich Podium)
- Punkteränge: Anzahl der Platzierungen innerhalb der Punkteränge (einschließlich Podium und Top 10)
- Starts: Anzahl gelaufener Rennen in der jeweiligen Disziplin

| Platzierung                               | Einzel | Sprint | Verfolgung | Massenstart | Team | Staffel | Gesamt |
| ----------------------------------------- | ------ | ------ | ---------- | ----------- | ---- | ------- | ------ |
| 1. Platz                                  |        |        |            |             |      |         |        |
| 2. Platz                                  |        |        |            |             |      |         |        |
| 3. Platz                                  |        |        |            |             | 1    |         | 1      |
| Top 10                                    |        |        |            |             | 1    |         | 1      |
| Punkteränge                               |        |        |            |             | 1    | 1       | 2      |
| Starts                                    | 7      | 7      |            |             | 1    | 1       | 16     |
| Stand: Daten möglicherweise unvollständig |        |        |            |             |      |         |        |